# Bisbat de Conversano-Monopoli

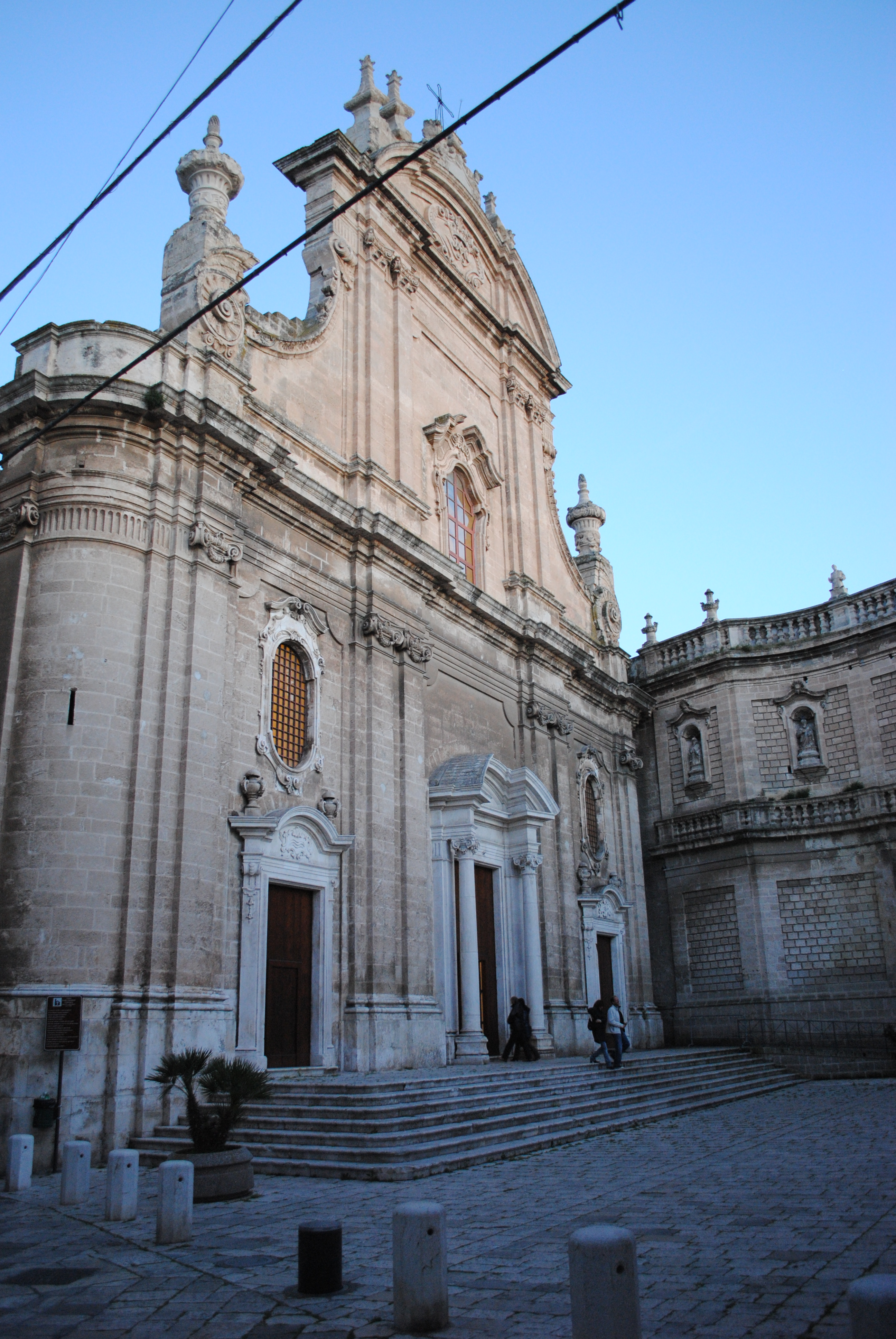
La cocatedral de Monopoli

El bisbat de Conversano-Monopoli (italià: diocesi di Conversano-Monopoli; llatí: Dioecesis Conversanensis-Monopolitana) és una seu de l'Església catòlica, sufragània de l'arquebisbat de Bari-Bitonto, que pertany a la regió eclesiàstica Pulla. El 2013 tenia 250.000 batejats d'un total 252.608 habitants. Actualment està regida pel bisbe Domenico Padovano.

## Territori
La diòcesi comprèn 11 municipis, nou dels quals a la província de Bari (Alberobello, Castellana Grotte, Conversano, Monopoli, Noci, Polignano a Mare, Putignano, Rutigliano i Turi) i dos més a la província de Bríndisi (Cisternino i Fasano).
La seu episcopal és la ciutat de Conversano, on es troba la basílica catedral de l'Assunzione di Maria Vergine. A Monopoli es troba la basílica cocatedral de la Madonna della Madia
El territori està dividit en 56 parròquies, agrupades en 12 zones pastorals.

## Història

### Diòcesi de Conversano
Segons la tradició, el cristianisme va ser predicat a Conversano per l'apòstol Pere. Alguns autors han atribuït un antic origen a aquesta seu pullesa, amb la presència de dos bisbes a finals del segle v, però la historicitat és qüestionada.
La seu episcopal va néixer probablement en època longobarda, no abans del segle viii; la sèrie dels bisbes és gairebé contínua d'ençà el segle xi-xii; sent sufragània de l'arxidiòcesi de Bari.
Durant el segle xiii, l'abadessa del monestir benedictí de Conversano tenia, amb butlles de confirmació papal, la jurisdicció quasi-episcopal sobre l'església, el poble i el clergat de Castellana. Això va provocar una sèrie de conflictes amb el bisbe, que no van acabar fins al principi del segle xix, quan es van abolir els privilegis.
El 16 d'abril de 1703 el Bisbe Filippo Meda va instituir el seminari diocesà.

### Diòcesi de Monopoli
El bisbat de Monopoli es va originar a partir del d'Egnazia, i que va assumir el càrrec a Monopoli a causa de les vicissituds d'aquesta antiga ciutat. Es creu que Egnazia va ser destruïda al 545 durant la guerra gòtica. Altres teories parlen d'una semidestrucció en aquest any i de la destrucció final entre els segles viii i ix pel sarraïns i l'emperador Lluís II. De fet es parla d'Egnatia Ravennate com encara existent entorn de l'any 700, mentre que Pau el Diaca l'esmenta al 763 Monopoli com una ciutat tan important que en aquells moments que se disputen militarment els grecs i els longobards.
Els bisbes egnatins eren sufraganis de Roma com totes les diòcesis del sud d'Itàlia abans del final del segle x. D'aquests bisbes, que tenien seu a Egnazia i jurisdicció de Monopoli i àrees veïnes, està documentat només el nom de Rufenzio que va intervenir als sínodes romans del 501, del 502 i del 504, sota el Papa Símmac. Al voltant de l'any 545 a causa de la destrucció i la consegüent disminució gradual d'Egnazia el bisbat es va traslladar a Monopoli.
Els bisbes successius es coneixen només tres noms: Basili, qui el 649 va intervenir en el Concili del Laterà de 105 bisbes convocats pel Papa Martí I per la condemna de monotelisme; Eucherio, triat el 701 pel clergat i poble, i consagrat per la delegació del Papa Sergi I en 702 del bisbe de Benevent; Selperio, qui en 720 va consagrar l'església de San Giovanni de portu aspero a Monopoli.
Segueix un llarg període de foscor en què la Pulla va esdevenir un teatre continu de la guerra: la invasió dels longobards, incursions dels sarraïns, els estralls dels romans d'Orient per recuperar els seus dominis imperials i per expulsar els sarraïns. Això determina no només la destrucció final d'Egnazia, sinó també la interrupció de la successió episcopal.
A la fi del segle x trobem la diòcesi de Monopoli renascuda i unida amb la de Bríndisi amb el bisbe Gregorio (987-996) que al pergamí de San Pietro descobert pel reporter Indelli es titula "Bisbe de Bríndisi, Monopoli i Ostuni" i mostra que resideix a Monopoli. Va ser l'últim bisbe de Bríndisi, car el seu successor Giovanni (996-1033) es va declarar "Arquebisbe i protocàtedra" (és a dir, Metropolità) i volia com bisbes sufragàneis a Monopoli i Ostuni.
El bisbe Romualdo va intentar amb èxit evitar la jurisdicció metropolitana de Bríndisi, obtenint en el concili de Benevent del 1091 que la diòcesi de Monopoli es convertís en immediatament subjecta a la Santa Seu.
El 1668 el bisbe Giuseppe Cavalieri va fundar el seminari diocesà en aplicació dels dictats del Concili de Trento.
Al segle xviii el bisbe Francesco Iorio va veure la demolició de l'antiga catedral i va començar la construcció de la nova, que fou consagrada pel bisbe Giuseppe Cacace.
El 27 de juny de 1818, en relació amb la reorganització de les diòcesis del Regne de Nàpols, sota la butlla D'utiliori, s'afegí a Monopoli el territori de la suprimida diòcesi de Polignano. La mateixa butlla va confirmar la dependència de les diòcesis directament de la Santa Seu, un privilegi que va mantenir de nou fins a 1980.

### Diòcesi de Conversano-Monopoli
El 21 de gener de 1970 Antonio D'Erchia, bisbe de Monopoli, també va ser nomenat bisbe de Conversano, unint així in persona episcopi les dues seus. Habitualment, el bisbe residia a Monopoli.
El 20 d'octubre de 1980 amb la butlla Qui Beatissimo Petro del Papa Joan Pau II Monopoli va perdre la seva autonomia i va esdevenir sufragània de l'arxidiòcesi de Bari.
El 30 de setembre de 1986 amb el decret Instantibus votis de la Congregació per als Bisbes, en el context més ampli de la revisió de les circumscripcions eclesiàstiques italianes, les dues seus de Conversano i Monopoli es van unir amb la fórmula plena unione i la nova circumscripció eclesiàstica va prendre el seu nom actual. Juntament amb el bisbe traslladà la seva residència a la ciutat de Conversano.
El 29 de juny de 2002 es va inaugurar el Museu Diocesà de Monopoli.

## Cronologia episcopal

### Bisbes de Conversano
- Simplicio † (inicis de 487 - finals de 492)
- Ilario † (citat el 501)
- Gerico † (citat el 733)
- Simparide † (citat el 754)
  - Giovanni † (962) (administrador apostòlic)
- Leone I † (citat el 1088)
- Sassone † (citat el 1120)
- Ruggiero † (citat el 1145)
- Leone II † (citat el 1153)
- Cafisio o Casio † (citat el 1179)
- Guglielmo I † (citat el 1190)
- Giovanni I † (citat el 1210)
- Concilio † (1221 - 1260)
- Stefano I dit il Venerabile, O.Cist. † (1264 - 1274)
- Giovanni II de Cropis † (1283 - 1291)
- Amando o Ameno † (1291)
- Giovanni III † (1301)
- Guglielmo II † (1318 - finals de 1321)
- Pietro Baccario † (1335 - 1342)
- Giovanni IV † (1343 - 1347)
- Stefano II † (7 de gener de 1351 - ? mort)
- Pietro de Renza † (19 de febrer de 1356 - 1379)
- Antonio † (1379 - 1385)
- Pietro III † (1385 - 1390)[2]
  - Guglielmo † (? renuncià) (antibisbe)
  - Angelo, O.F.M. † (12 de juliol de 1393 - 1404) (antibisbe)[3]
- Giacomo † (1390 - 22 de desembre de 1399 nomenat bisbe de Guardialfiera)
- Francesco † (circa 1399 - ? renuncià)
- Stefano Alfano † (9 de març de 1403 - 1423 mort)
- Antonio Domininardi † (9 de setembre de 1423 - 1432 mort)
  - Marino Orsini † (4 de novembre de 1432 - 1437 renuncià) (administrador apostòlic)
- Andrea de Veroli † (27 d'abril de 1437 - 25 de setembre de 1439 nomenat bisbe de Boiano)
- Nicola de Cursizio † (1439)
- Donato Bottini, O.E.S.A. † (9 d'octubre de 1439 - 4 de setembre de 1448 nomenat bisbe de Valva e Sulmona)
- Pietro di Migolla, O.F.M. † (4 de setembre de 1448 - 1464 mort)
- Paolo de Turculis † (30 de novembre de 1465 - 1482 mort)
- Sulpicio Acquaviva d'Aragona † (17 de febrer de 1483 - 1494 mort)
- Vincenzo Pistacchio † (1494 - 3 de novembre de 1499 nomenat bisbe de Bitetto)
- Donato Acquaviva d'Aragó † (3 de desembre de 1499 - 1528 mort)
  - Antonio Sanseverino † (28 de juliol de 1529 - 11 de febrer de 1534 renuncià) (administrador apostòlic)
- Giacomo Antonio Carrozza † (11 de febrer de 1534 - 1560 mort)
- Giovanni Francesco Lottini † (4 de setembre de 1560 - de gener de 1561 renuncià)
- Romolo de Valentibus † (15 de gener de 1561 - 8 de juny de 1579 mort)
- Francesco Maria Sforza † (26 d'agost de 1579 - 18 de juliol de 1605 mort)
- Pietro Capullio, O.F.M.Conv. † (31 d'agost de 1605 - 24 de juny de 1625 mort)
- Vincenzo Martinelli, O.P. † (18 d'agost de 1625 - 20 de setembre de 1632 nomenat bisbe de Venafro)
- Antonio Brunachio † (24 de novembre de 1632 - 1 de gener de 1638 mort)
- Agostino Ferentillo † (19 d'abril de 1638 - 7 de setembre de 1641 mort)
- Pietro Paolo Bonsi † (26 de maig de 1642 - de setembre de 1656 mort)
- Giuseppe Palermo † (8 de desembre de 1658 - 1 de setembre de 1670 nomenat arquebisbe de Santa Severina)
- Giovanni Stefano Sanarica † (23 de febrer de 1671 - 16 de juny de 1679 o de juliol de 1680 mort)
- Andrea Brancaccio † (13 de gener de 1681 - 18 d'abril de 1701 nomenat arquebisbe de Cosenza)
- Filippo Meda † (23 de gener de 1702 - 18 de juliol de 1733 mort)
- Giovanni Macario Valenti † (28 de setembre de 1733 - de gener de 1744 mort)
- Filippo Felice del Prete † (13 d'abril de 1744 - 22 de desembre de 1751 mort)
- Michele di Tarsia, P.O. † (24 de gener de 1752 - 7 de maig de 1772 mort)
- Fabio Palumbo, C.R. † (7 de setembre de 1772 - 18 de març de 1784 mort)
  - Sede vacante (1784-1792)
- Nicola Vecchi † (27 d'abril de 1792 - 18 de desembre de 1797 nomenat bisbe de Teano)
- Gennaro Carelli † (18 de desembre de 1797 - 3 de març de 1818 mort)
- Nicola Carelli † (21 de febrer de 1820 - 14 d'abril de 1826 mort)
- Giovanni De Simone † (3 de juliol de 1826 - 13 d'agost de 1847 mort)
- Giovanni Maria Mucedola † (11 de desembre de 1848 - 9 d'octubre de 1865 mort)
  - Sede vacante (1865-1872)
- Salvatore Silvestris, C.SS.R. † (23 de febrer de 1872 - 13 de febrer de 1879 mort)
- Augusto Antonino Vicentini † (12 de maig de 1879 - 13 de maig de 1881 nomenat arquebisbe de l'Aquila)
- Casimiro Gennari † (13 de maig de 1881 - 6 de febrer de 1897 nomenat arquebisbe titular de Lepant)
- Antonio Lamberti † (19 d'abril de 1897 - 12 d'agost de 1917 mort)
- Domenico Lancellotti † (14 de març de 1918 - 10 de juny de 1930 mort)
- Domenico Argnani † (30 de setembre de 1931 - 15 de juny de 1935 nomenat bisbe de Macerata e Tolentino)
- Gregorio Falconieri † (12 de setembre de 1935 - 24 de maig de 1964 renuncià)
  - Antonio D'Erchia † (24 de maig de 1964 - 21 de gener de 1970) (administrador apostòlic)
- Antonio D'Erchia † (21 de gener de 1970 - 30 de setembre de 1986 nomenat bisbe de Conversano-Monopoli)

### Bisbes de Monopoli
- Leone I † (1033)
- Deodato † (citat el 1062)
- Smaragdo † (citat el 1065)
- Pietro † (citat el 1071)
- Romualdo † (1073 - 1118)
- Nicolò I † (1118 - 1144 mort)
- Leone II † (citat el 1147)
- Michele † (1147 - 1176 mort)
- Stefano † (1176 - 1187 mort)
- Pagano † (1187 - 1202)
- Guglielmo I † (1202 - 1218)
- Matteo † (1218 - 1226 mort)
- Giovanni I † (1227 - 1238 mort)
- Guglielmo II † (1238 - 1255 mort)
- Giulio † (22 de desembre de 1256 - 1274 mort)
  - Sede vacante (1274-1282)
- Pasquale I † (1282 - 1286 mort)
- Pietro Saraceno, O.P. † (25 de febrer de 1286 - 14 de febrer de 1287 nomenat bisbe de Vicenza)
- Roberto † (4 de juny de 1288 - 1309 mort)
- Nicolò Buccafingo † (12 de setembre de 1309 - 25 d'agost de 1311 mort)
- Francesco I † (28 de juny de 1312 - 1316 mort)
- Pasquale Brigantino † (21 de març de 1317 - 1339 mort)
- Dionigi De' Roberti, O.S.A. † (17 de març de 1340 - 31 de març de 1342 mort)
- Marco di Leone de Arcade, O.Min. † (31 de maig de 1342 - 1357)
- Pietro de Oriello † (4 de maig de 1362 - 1372 mort)
- Giovanni da Gallinaro, O.F.M. † (16 de maig de 1373 - 2 de juliol de 1382 nomenat bisbe de Tricarico)
  - Giovanni di Pietramala † (2 de juliol de 1382 - ? deposat) (antibisbe)
- Francesco Carbone, O.Cist. † (circa 1382 - 17 de desembre de 1384 renuncià)
- Pietro V Caffarino † (1385 - 1391 mort)
- Iacopo Palladini † (11 d'octubre de 1391 - 24 de març de 1400 nomenat arquebisbe de Tàrent)
- Marco da Teramo † (24 de març de 1400 - 15 de desembre de 1404 nomenat bisbe de Bertinoro)
- Urso (o Ursillo) de Afflicto † (15 de desembre de 1404 - 12 d'agost de 1405 mort)
- Oddo (o Oddone) Mormile † (9 de setembre de 1405 - 1413 mort)
- Giosuè Mormile † (9 de març de 1413 - 18 de desembre de 1430 nomenat bisbe de Sant'Agata de' Goti)
- Pietro Orso, O.P. † (18 de desembre de 1430 - 15 d'abril de 1437 nomenat arquebisbe de Brindisi e Oria)
- Antonio del Piede † (15 d'abril de 1437 - 1456)
- Alessandro Manfredi † (14 de maig de 1456 - 1484 mort)
- Urbano de Caragnano † (5 de novembre de 1484 - 1508 mort)
- Michele Claudio † (7 de febrer de 1508 - finals de 1512)
- Teodoro de Piis, O.F.M. † (9 d'abril de 1513 - 1544 mort)
- Ottaviano Preconio, O.F.M.Conv. † (16 d'abril de 1546 - 13 de juny de 1561 nomenat bisbe d'Ariano Irpino)
- Fabio Pignatelli † (10 d'octubre de 1561 - 15 d'agost de 1568 mort)
  - Sede vacante (1568-1572)
- Alfonso Álvarez Guerrero † (2 de juny de 1572 - 1577 mort)
- Alfonso Porzio † (19 de juliol de 1577 - 1598 mort)
- Juan López, O.P. † (15 de novembre de 1598 - 1608 renuncià)
- Giovanni Giacomo Macedonio † (17 de març de 1608 - 12 de setembre de 1624 mort)
  - Sede vacante (1624-1627)
- Giulio Masi † (19 de juliol de 1627 - 1637 mort)
  - Sede vacante (1636-1640)
- Francesco Sorgente, C.R. † (9 de gener de 1640 - 13 d'octubre de 1651 mort)
- Benito Sánchez de Herrera † (12 de gener de 1654 - 24 de març de 1664 nomenat bisbe de Pozzuoli)
- Giuseppe Cavalieri † (9 de juny de 1664 - 14 d'agost de 1696 mort)
- Carlo Tilly † (3 de juny de 1697 - 1697 o 1698 mort)
- Gaetano de Andrea, C.R. † (15 de setembre de 1698 - de gener de 1702 mort)
  - Sede vacante (1702-1704)
- Alfonso Francesco Dominguez, O.E.S.A. † (7 d'abril de 1704 - de febrer de 1706 mort)
- Nicolò Centomani † (11 d'abril de 1707 - de gener de 1722 mort)
- Giulio Sacchi † (14 de febrer de 1724 - 31 de juliol de 1738 mort)
- Francesco Iorio † (24 de novembre de 1738 - 15 d'agost de 1754 mort)
- Ciro de Alteriis † (16 de desembre de 1754 - 6 d'abril de 1761 nomenat bisbe d'Acerra)
- Giuseppe Cacace † (25 de maig de 1761 - 18 de novembre de 1778 mort)
- Domenico Russo † (20 de març de 1780 - 13 de novembre de 1782 mort)
  - Sede vacante (1782-1785)
- Raimondo Fusco, O.F.M.Conv. † (14 de febrer de 1785 - 26 de febrer de 1804 mort)
- Lorenzo Villani † (26 de juny de 1805 - 10 de març de 1823 mort)
- Michele Palmieri † (3 de maig de 1824 - 24 de novembre de 1842 mort)
- Luigi Giamporcaro † (17 de juny de 1844 - 2 de gener de 1854 mort)
- Francesco Pedicini † (23 de març de 1855 - 27 de setembre de 1858 nomenat arquebisbe de Bari e Canosa)
- Luigi Riccio † (20 de juny de 1859 - 23 de març de 1860 nomenat bisbe de Caiazzo)
- Federico Tolinieri † (23 de març de 1860 - 2 de juny de 1869 mort)
- Antonio Dalena † (22 de desembre de 1871 - 18 de gener de 1883 mort)
- Carlo Caputo † (15 de març de 1883 - 7 de juny de 1886 nomenat bisbe d'Aversa)
- Francesco d'Albore † (7 de juny de 1886 - 4 de setembre de 1901 renuncià)
- Francesco Di Costanzo † (4 de març de 1902 - 19 de desembre de 1912 renuncià)
- Nicola Monterisi † (22 d'agost de 1913 - 15 de desembre de 1919 nomenat arquebisbe de Chieti)
- Agostino Migliore † (14 de febrer de 1920 - 2 de desembre de 1925 mort)
- Antonio Melomo † (7 de febrer de 1927 - 28 d'agost de 1940 nomenat arquebisbe de Conza-Sant'Angelo dei Lombardi-Bisaccia)
- Gustavo Bianchi † (28 de març de 1941 - 12 d'agost de 1951 mort)
- Carlo Ferrari † (17 d'abril de 1952 - 19 d'octubre de 1967 nomenat bisbe de Màntua)
  - Sede vacante (1967-1969)
- Antonio D'Erchia † (29 de juny de 1969 - 30 de setembre de 1986 nomenat bisbe de Conversano-Monopoli)

### Bisbes de Conversano-Monopoli
- Antonio D'Erchia † (30 de setembre de 1986 - 11 de febrer de 1987 jubilat)
- Domenico Padovano, des del 13 de febrer de 1987

## Estadístiques
A finals del 2013, la diòcesi tenia 250.000 batejats sobre una població de 252.608 persones, equivalent 99,0% del total.
| any  | població | població | població | sacerdots | sacerdots       | sacerdots       | sacerdots             | diaques | religiosos | religiosos | parroquies |
| ---- | -------- | -------- | -------- | --------- | --------------- | --------------- | --------------------- | ------- | ---------- | ---------- | ---------- |
| any  | batejats | total    | %        | total     | clergat secular | clergat regular | batejats por sacerdot | diaques | homes      | dones      |            |
| 1950 | 90.000   | 90.000   | 100,0    | 112       | 91              | 21              | 803                   |         | 40         | 175        | 18         |
| 1969 | 105.000  | 105.797  | 99,2     | 120       | 76              | 44              | 875                   |         | 59         | 202        | 27         |
| 1980 | 112.500  | 115.662  | 97,3     | 109       | 65              | 44              | 1.032                 |         | 54         | 176        | 29         |
| 1990 | 232.576  | 237.576  | 97,9     | 136       | 106             | 30              | 1.710                 |         | 89         | 220        | 56         |
| 1999 | 242.000  | 243.360  | 99,4     | 151       | 102             | 49              | 1.602                 | 9       | 63         | 225        | 56         |
| 2000 | 245.900  | 247.093  | 99,5     | 152       | 102             | 50              | 1.617                 | 9       | 61         | 224        | 56         |
| 2001 | 245.000  | 247.224  | 99,1     | 152       | 104             | 48              | 1.611                 | 13      | 58         | 185        | 56         |
| 2002 | 245.000  | 247.551  | 99,0     | 145       | 106             | 39              | 1.689                 | 13      | 51         | 179        | 57         |
| 2003 | 245.500  | 248.032  | 99,0     | 142       | 103             | 39              | 1.728                 | 12      | 51         | 153        | 56         |
| 2004 | 246.761  | 249.261  | 99,0     | 135       | 98              | 37              | 1.827                 | 12      | 49         | 163        | 56         |
| 2006 | 243.423  | 246.623  | 98,7     | 143       | 98              | 45              | 1.702                 | 11      | 59         | 157        | 56         |
| 2013 | 250.000  | 252.608  | 99,0     | 144       | 98              | 46              | 1.736                 | 13      | 59         | 132        | 56         |

### Per Conversano
- Gaetano Moroni, Dizionario di erudizione storico-ecclesiastica, Venècia 1842, vol. XVII, p. 91 (italià)
- Vincenzio d'Avino, Cenni storici sulle chiese arcivescovili, vescovili e prelatizie (nullius) del Regno delle Due Sicilie, Napoli 1848, pp. 220–221 (italià)
- Giuseppe Gabrieli, Bibliografia di Puglia. parte II, pp. 285–286 (italià)
- Pierfrancesco Rescio, La Cattedrale di Conversano, Soveria Mannelli 2001 ISBN 8849800940 (italià)
- Pius Bonifacius Gams, Series episcoporum Ecclesiae Catholicae, Leipzig 1931, pp. 876–877 (llatí)
- Konrad Eubel, Hierarchia Catholica Medii Aevi,, vol. 1 Arxivat 2019-07-09 a Wayback Machine., p. 218; vol. 2 Arxivat 2018-10-04 a Wayback Machine., p. 135; vol. 3 Arxivat 2019-03-21 a Wayback Machine., p. 177; vol. 4 Arxivat 2018-10-04 a Wayback Machine., p. 163; vol. 5, p. 171; vol. 6, p. 181 (llatí)

### Per Monopoli
- Gaetano Moroni, Dizionario di erudizione storico-ecclesiastica, Venècia 1847, vol. XLVI, pp. 133–135 (italià)
- Michele Fanizzi (a cura di), Istoria di Monopoli del primicerio Giuseppe Indelli, nuova edizione con note di Cosimo Tartarelli, Schena editrice, Fasano, 2000. (italià)
- Giuseppe Gabrieli, Bibliografia di Puglia. parte II, pp. 310–311 (italià)
- Pàgina de la Catedral de Monopoli (italià)
- Pius Bonifacius Gams, Series episcoporum Ecclesiae Catholicae, Leipzig 1931, vol. I, pp. 899-900; vol. II, p. 17 (llatí)
- Konrad Eubel, Hierarchia Catholica Medii Aevi,, vol. 1 Arxivat 2019-07-09 a Wayback Machine., pp. 346–347; vol. 2 Arxivat 2018-10-04 a Wayback Machine., p. 195; vol. 3 Arxivat 2019-03-21 a Wayback Machine., p. 248; vol. 4 Arxivat 2018-10-04 a Wayback Machine., p. 246; vol. 5, pp. 272–273; vol. 6, pp. 293–294 (llatí)
- Butlla Qui Beatissimo Petro (llatí)